# 高超马先蒿
高超马先蒿（学名：Pedicularis princeps）是列当科马先蒿属的植物，是中国的特有植物。分布在中国大陆的云南、四川等地，生长于海拔2,800米至3,370米的地区，见于荒草坡地林中，目前尚未由人工引种栽培。